# Хеті III
Хеті III — єгипетський фараон з IX (Гераклеопольської) династії.

## Життєпис
Правив не менше за 20 років, за нього Гераклеопольська династія досягнула найбільшої могутності.
У Туринському папірусі названий шостим фараоном Гераклепольської династії, однак його ім'я не збереглось, зазначено лише, що він був сином Неферкари — імовірно, Неферкари VII.
Під час вступу на престол Хеті III за допомогою армії придушив заворушення у країні та ліквідував повстання у Дельті а також виступ номархів Гермополіса, що спалахнув слідом. Хеті III продовжив війну з кочівниками на сході, розбив їх, зруйнував їхні поселення та забрав їхню худобу. Після цього Хеті III зміцнив кордон, збудувавши вздовж неї цілу низку фортець і розмістивши там гарнізони воїнів. Результатом такої політики був мир на східному кордоні й відновлення торгівлі з Фінікією, яка поставляла ліс.
У союзі з номархом Сіуту Теф'єбом, Хеті III вів тривалу війну з правителем Фів Ініотефом II, здобувши над ним значну перемогу. Відсунув південний кордон до Тініса, Макі й Таута, повернув Абідос. Хеті також вів війни з лівійцями на заході.